# فتس ناوارو
فتس ناوارو (انگلیسی: Fats Navarro; ۲۴ سپتامبر ۱۹۲۳ – ۶ ژوئیهٔ ۱۹۵۰) ترومپت‌نواز جاز اهل ایالات متحده آمریکا بود. او از پیشگامان بداهه‌نوازی جاز بی‌باپ بود و سبک نوازندگی‌اش تأثیر زیادی بر دیگر نوازندگان به‌ویژه کلیفورد براون گذاشت.